# سونغ جي. وو
سونغ جي. وو (بالإنجليزية: Sung J. Woo)‏ (8 يونيو 1971)؛ روائي أمريكي.